# خوسيه أورتيغا (لاعب كرة قاعدة)
خوسيه أورتيغا (بالإسبانية: José Ortega)‏ هو لاعب كرة قاعدة فنزويلي، ولد في 12 أكتوبر 1988.

## وصلات خارجية
- خوسيه أورتيغا على موقع دوري كرة القاعدة الرئيسي (الإنجليزية)
- خوسيه أورتيغا على موقعبيزبول رفرنس.كوم (الدوري الرئيسي) (الإنجليزية)
- خوسيه أورتيغا على موقعبيزبول رفرنس.كوم (الدوري الثانوي) (الإنجليزية)
- خوسيه أورتيغا على موقع إي إس بي إن.كوم (أم.أل.بي) (الإنجليزية)
- خوسيه أورتيغا على موقع مشجعي الرسوم البيانية (الإنجليزية)